# Marty Booker
(en) Statistiques sur pro-football-reference
Pour les articles homonymes, voir Booker (homonymie).
Marty Montez Booker (né le 31 juillet 1976 à Marrero) est un joueur américain de football américain.

## Enfance
Booker étudie à la  Jonesboro-Hodge High School de Jonesboro. Jouant dans l'équipe de football américain, il évolue aux postes de quarterback où il rencontre un certain succès avant de changer pour le poste de wide receiver. En athlétisme, il s'illustre en saut en hauteur, décrochant la seconde place du championnat de Louisiane lors de sa dernière année lycéenne. Enfin, il joue aussi dans l'équipe de basket-ball.

## Carrière

### Université
Il entre à l'université de Louisiana-Monroe. Il joue avec l'équipe de football américain des Warhawks où il est, pendant trois saisons, titulaire. À la fin de son cursus universitaire, il affiche la statistique de 178 réceptions pour 2784 yards et vingt-trois touchdowns. Il se classe deuxième au classement des réceptions de l'histoire de l'université.

### Professionnel
Marty Booker est sélectionné au troisième tour du draft de la NFL de 1999 par les Bears de Chicago au soixante-dix-huitième choix. Il joue son premier match en professionnel, le 24 octobre 1999, contre les Buccaneers de Tampa Bay. Il joue à un rôle de remplaçant pendant deux saisons avant d'obtenir le poste de receveur titulaire en 2001.
Lors de cette saison 2001, il bat le record de réception en une saison par un joueur de Chicago avec 100 réceptions, battant le précédent record de Johnny Morris, datant de 1964. La même année, il effectue une passe pour touchdown à Marcus Robinson contre les Falcons d'Atlanta. La saison suivante, en 2002, il est sélectionné pour son premier et unique Pro Bowl ainsi que l'équipe All-Pro. Il devient le premier receveur de Chicago à être sélectionné au Pro Bowl depuis Dick Gordon en 1972. Il récidive au poste de quarterback en envoyant une passe pour touchdown, toujours pour Robinson, contre les Patriots de la Nouvelle-Angleterre.
Le 23 août 2004, Marty Booker et le troisième choix de Chicago pour le draft de 2005 sont échangés aux Dolphins de Miami contre Adewale Ogunleye. Malgré son changement d'équipe, il reste un titulaire mais ne joue pas le dernier match de la saison, contre les Ravens de Baltimore à cause d'une blessure à la cheville. En 2005, l'absence de Booker au début de la saison oblige les Dolphins à changer leur schéma offensif. Jusqu'à la fin de la saison 2006, Booker reste un personnage important. Néanmoins, lors de la off-season 2007, de nombreuses rumeurs annoncent que Miami désire échanger Booker.
La saison 2007 démarre avec Booker, positionné comme deuxième receveur derrière Chris Chambers. À ce moment, Miami travaille surtout avec ses rookies comme Ted Ginn et Derek Hagan. Le début de saison est catastrophique et cela entraîne le départ de Chambers chez les Chargers de San Diego dans le terme d'un échange. Booker récupère son rôle de premier receveur mais doit constituer avec le jeune quarterback John Beck et le remplaçant Cleo Lemon. Le 11 février 2008, Miami montre la sortie à neuf joueurs dont Booker.
Le 4 mars 2008, Booker revient chez les Bears de Chicago, après avoir signé un contrat de deux ans d'une valeur de trois millions de dollars et demi. Le receveur ne retrouve pas son meilleur niveau et est libéré après une seule saison, le 13 février 2009. Le 6 août 2009, il signe avec les Falcons d'Atlanta après la résiliation du jeune receveur Bradon Godfrey. Néanmoins, Booker ne fait pas beaucoup mieux que sa saison précédente, se cantonnant à un rôle de remplaçant. Il est libéré dès la saison achevée.